# Manel Pérez
Manel Pérez Cantalosella  (nacido el 8 de enero de 1982 en Fornells de la Selva, España) es un jugador de balonmano español de la Liga Asobal, que juega en la posición de portero. 

## Carrera
No ha conseguido la titularidad en el BM Granollers, siempre a la sombra de grandes porteros como Xavi Pérez, Peter Gentzel o Vicente Álamo, fue protagonista del derbi ante el FC Barcelona de 2006 en el que el equipo vallesano consiguió una épica victoria por 27 a 26.

## Trayectoria
| \| Manel Pérez Cantalosella \| \| \| \| \| \| \| \| \| TEMP. \| Club \| P.T. \| L.T. \| % \| 7m \| L.7m \| %7m \| \| 1999-00 \| BM Granollers B \| \| \| \| \| \| \| \| 2000-01 \| BM Granollers \| 0 \| 0 \| 0 \| 0 \| 0 \| 0 \| \| 2001-02 \| BM Granollers \| 0 \| 1 \| 0 \| 0 \| 1 \| 0 \| \| 2002-03 \| BM Granollers \| 0 \| 0 \| 0 \| 0 \| 0 \| 0 \| \| 2003-04 \| BM Granollers \| 0 \| 0 \| 0 \| 0 \| 0 \| 0 \| \| 2004-05 \| BM Granollers \| 61 \| 203 \| 30 \| 9 \| 42 \| 21 \| \| 2005-06 \| BM Granollers \| 92 \| 286 \| 32 \| 1 \| 26 \| 4 \| \| 2006-07 \| BM Granollers \| 385 \| 1233 \| 31 \| 29 \| 122 \| 24 \| \| 2007-08 \| BM Granollers \| 67 \| 245 \| 27 \| 10 \| 28 \| 36 \| | - Temp.: temporada - Club: equipo en el que milita - P.T.: lanzamientos totales detenidos en la liga Asobal - L.T.: lanzamientos totales recibidos - %: efectividad de parada - 7m: lanzamientos de penalti detenidos - L.7m: lanzamientos de penalti recibidos - %7m: efectividad en los lanzamientos de penalti |      |      |    |    |      |     |
| Manel Pérez Cantalosella | |      |      |    |    |      |     |
| TEMP. | Club | P.T. | L.T. | %  | 7m | L.7m | %7m |
| 1999-00 | BM Granollers B |      |      |    |    |      |     |
| 2000-01 | BM Granollers | 0    | 0    | 0  | 0  | 0    | 0   |
| 2001-02 | BM Granollers | 0    | 1    | 0  | 0  | 1    | 0   |
| 2002-03 | BM Granollers | 0    | 0    | 0  | 0  | 0    | 0   |
| 2003-04 | BM Granollers | 0    | 0    | 0  | 0  | 0    | 0   |
| 2004-05 | BM Granollers | 61   | 203  | 30 | 9  | 42   | 21  |
| 2005-06 | BM Granollers | 92   | 286  | 32 | 1  | 26   | 4   |
| 2006-07 | BM Granollers | 385  | 1233 | 31 | 29 | 122  | 24  |
| 2007-08 | BM Granollers | 67   | 245  | 27 | 10 | 28   | 36  |

### Palmarés selección
- 23 veces internacional con la selección española júnior

- Datos: Q590083